# Henk van Kempen
Hendrik Willem (Henk) van Kempen (Bloemendaal, 5 mei 1899 – aldaar, 10 september 1984) was een Nederlandse architect. Hij was ook actief als componist en fluitspeler en construeerde uit deze bezigheden zijn acroniem-pseudoniem Henri Carf.

## Biografie
Van Kempen werd aan de Bloemendaalse weg tussen de Genestetweg en de Boslaan geboren.
Na de kleuterschool, dat hij  als een soort kindergevangenis heeft ervaren, ging hij bij het Instituut Oranje Nassau naar de lagere school. De mulo doorliep hij aan de christelijke Bos en Duinschool.
Voor zijn studie ging hij naar de School voor Bouwkunde, Versierende Kunsten en Kunstambachten te Haarlem, waar hij zijn diploma in 1920 haalde. Daarna, dit was na de Eerste Wereldoorlog, ging hij naar het verwoeste Noord-Frankrijk om ervaring op te doen als assistent van Corniel, een Parijse architect. Daar werkte hij mee aan de wederopbouw van Reims en de herbouw van de kathedraal van Senlis.
In 1925 keerde hij terug naar Nederland en na eerst op het Haarlemse bureau Sevenhuijsen gewerkt te hebben begon hij in 1928 in Bloemendaal als zelfstandig architect, onder de naam Architectenbureau H.W. van Kempen. Zijn eerste opdracht was een villa in Aerdenhout. Deze werd lovend door de pers ontvangen en dat bracht hem veel meer opdrachten voor andere villa’s en landhuizen.

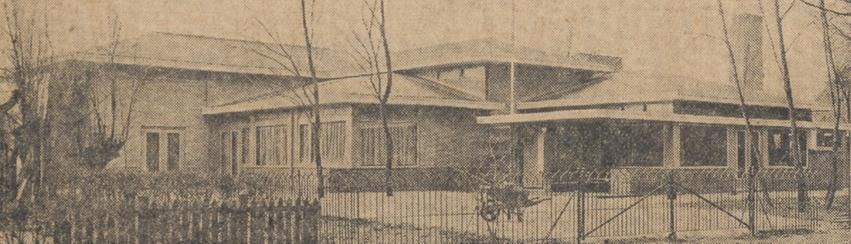
Jeugdhuis te Bloemendaal (1930)

Van Kempen ontwierp in verschillende architectuurstijlen. Aanvankelijk waren zijn ontwerpen vooral op het werk van de Amerikaanse architect Frank Lloyd Wright geïnspireerd. Een voorbeeld hiervan is het in 1929 gebouwde jeugdhuis - thans het Bloemendaalse dorpshuis - met bijbehorende dienstwoning aan de Donkerelaan, geïnspireerd op Wright's Tomekhouse. In 1931 ontwierp Van Kempen de Openbare Lagere School aan de Juliana van Stolberglaan in Aerdenhout. Dit is een expressionistische schoolgebouw met een vlindervormig kruisvormige plattegrond. Dit aan het eind van de 19e eeuw ontstane type plattegrond in de Engelse landhuisbouw had zich via de literatuur naar het continent verspreid. In 1936 tekende Van Kempen het politiebureau van Bloemendaal in zakelijk-expressionistische stijl met gele baksteen en stalen ramen, als onderdeel van het ontwerp van een nieuw gemeentehuis.

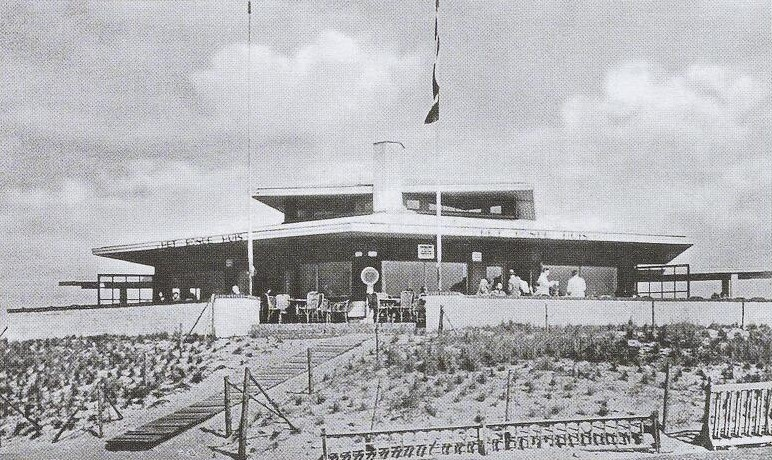
Paviljoen Het Ronde Huis in Bloemendaal aan Zee, dat tegenover restaurant Les Pyramides stond. Gebouwd in de jaren dertig, op last van de Duitsers in 1944 afgebroken.

In 1936-1939 restaureerde Van Kempen de uit 1635 daterende Hervormde kerk van Bloemendaal. Na de Tweede Wereldoorlog ontwierp hij ook kerken en scholen, zoals de Sionskerk in Haarlem met kenmerkend ‘westwerk’ in 1952 en in 1954 de Vijverwegkerk, die in 1958-60 werd gerealiseerd. Hij deed ook de verbouwing van het Eerste Christelijke Lyceum in Haarlem, een gebouw uit 1924-25 waaraan hij een vleugel met vijf lokalen toevoegde. Hij ontwierp er voor de nieuwe vleugel glas-in-lood ramen.
Van Kempen ontwierp niet alleen gebouwen maar, net als De Bazel en Berlage, ook betimmeringen, lampen, decoraties, kleurstellingen en glas-in-loodramen. Hij zag zijn gebouwen als een gesamtkunstwerk.
Van Kempen werkte door tot circa 1973 en overleed in 1984 te Bloemendaal op 85-jarige leeftijd.

## Oeuvre

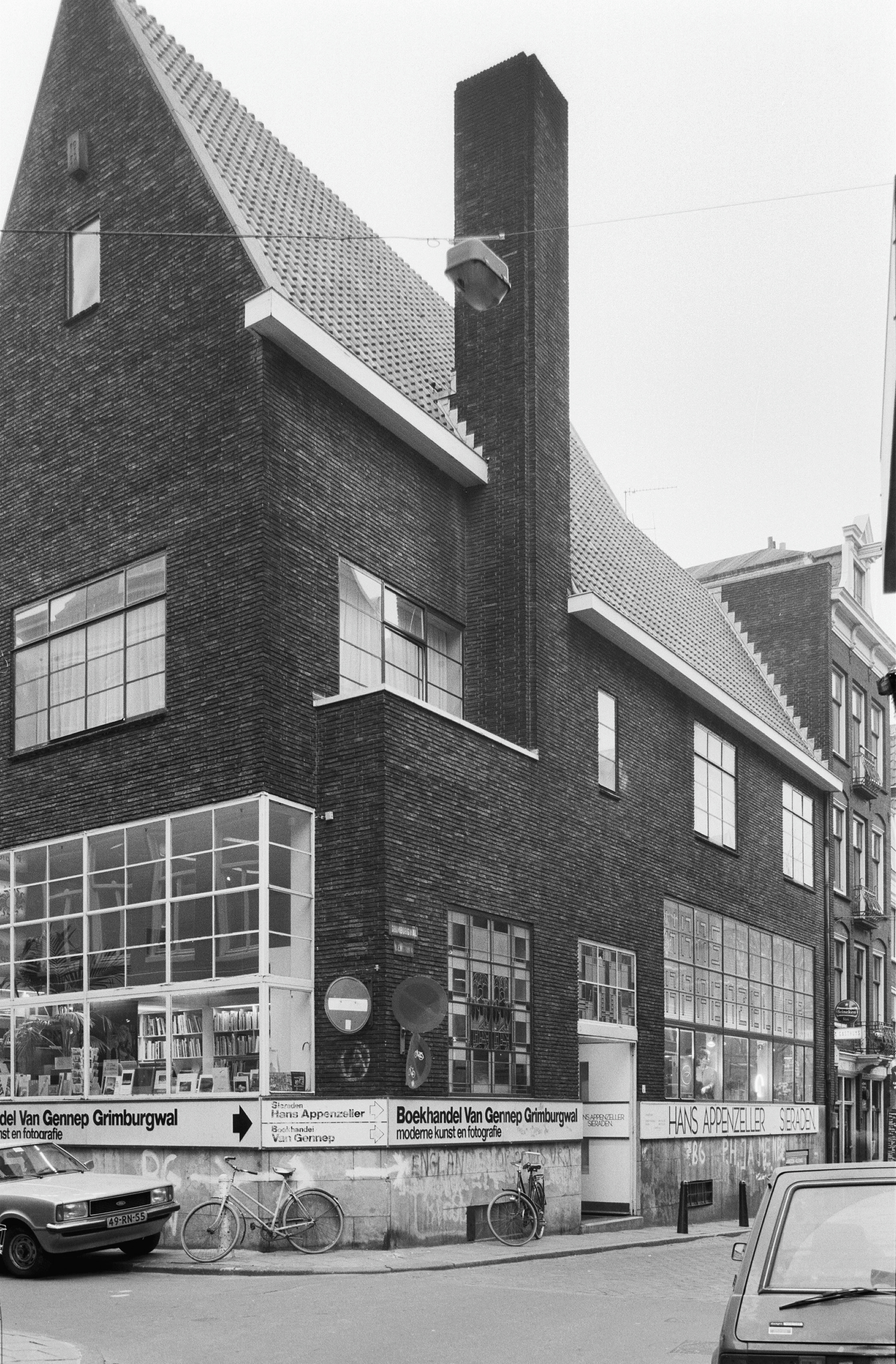
Grimburgwal 1-5, Amsterdam in 1982

Enkele bekende werken van Van Kempen in Bloemendaal:
- Politiebureau, aan de Bloemendaalseweg 240
- Dorpshuis aan de Donkerelaan 18-20[6]
- Montessorischool aan de Vijverweg 27
- Het Ronde Huis aan de kop van de Zeeweg (in 1944 door de Duitsers afgebroken)
- Restauratie Hervormde Kerk, Kerkplein
- Villa Endymion, Woestduin.

Overige werken:
- Verbouwing van het Eerste Christelijke Lyceum, Haarlem
- Marnix van Sint Aldegonde College,  Planetenlaan 3 - 5, Bloemendaal. In samenwerking met W. Groenewegen.[7]
- Grimburgwal 1-5, Amsterdam[8]

## Familie
Van Kempen was zoon van behanger Johannes Jacob van Kempen en Gezina Johanna Hogenbirk. Hijzelf was getrouwd met Betsy van Leeuwen (?-1968). Hij was een neef (oomzegger) van zanger Jac. van Kempen, die in Bloemendaal geëerd wordt middels de Jac. van Kempenbank.

## Meer lezen
- "224 woningen in Delftwijk : arch. H.W. van Kempen, architect B.N.A." in Bouwkundig weekblad, jrg.77 (1959), p.220